# Чемпіонат України з американського футболу 2003
Чемпіонат України з американського футболу 2003

## Команди-учасниці
У сезоні 2003 року в чемпіонаті взяли участь усього шість клубів.
Припинили існування клуби — Київські Бомбардири, Вінницькі Вовки, Донецькі Орли, Донецькі Тигри.
В Ужгороді з'явилася команда Воїни за сприяння християнської місії.
Скіфи Донецьк за регламентом знову розпочинали свою чемпіонську ходу з матчів регулярного чемпіонату:
Західна конференція
1. Київські Слов'яни
2. Ужгородські Лісоруби
3. Ужгородські Воїни

Східна конференція
1. Скіфи-ДонНТУ Донецьк
2. Варвари (Кишинів, Молдова)
3. Луганські Барси

## Календар змагань
Формат чемпіонату на 2003 рік був наступним:
- Команди поділені за географічним принципом на дві конференції — Західну та Східну
- З кожної конференції до півфіналів виходило по дві команди Переможці конференцій грали півфінал.

На даний час відомі тільки наступні результати цього чемпіонату:
Регулярний чемпіонат.
Східна конференція 
- 25.05.03 Скіфи Барси 50 : 00
- 31.05.03 Барси Варвари ? : ?
- 08.06.03 Варвари Скіфи 00 : 20 (т)

Западная конференция 
- 25.05.2003 Київські Словяни — «Лісоруби» Ужгород 61:0
- 31.05.03 Лісоруби Воїни 62: 00
- 08.06.03 Воїни Слов'яни ? : ?

## Зведена турнірна таблиця

### Західна конференція
| Команда              | КС   | УЛ   | УВ   | В | П |
| -------------------- | ---- | ---- | ---- | - | - |
| Київські Слов'яни    | ---  | 61:0 | ?:?  | 2 | 0 |
| Ужгородські Лісоруби | 0:61 | ---  | 62:0 | 1 | 1 |
| Ужгородські Воїни    | ?:?  | 0:62 | ---  | 0 | 2 |

### Східна конференція
| Команда         | СД    | КВ   | ЛБ   | В | П |
| --------------- | ----- | ---- | ---- | - | - |
| Скіфи-ДонНТУ    | ---   | 20:0 | 50:0 | 2 | 0 |
| Варвари Кишинів | 10:20 | ---  |      | 1 | 1 |
| Луганські Барси | 0:50  |      | ---  | 0 | 2 |

## Плей-офф
Півфінали
За 3-е місце 
- 05.10.03 Ужгородські Воїни — Ужгородські Лісоруби ? : ?

Суперфінал 
- ?.?.2003 Київські Слов'яни — «Скіфи-ДонНТУ» Донецьк 0:+